# Amphekes
Amphekes là một chi bướm đêm thuộc họ Erebidae.